# Høyanger (plaats)
Høyanger is een plaats in de Noorse gemeente Høyanger, provincie Vestland. Høyanger telt 2204 inwoners (2007) en heeft een oppervlakte van 1,49 km².